# Пиргос (Кожани)
Пиргос (грч. Πύργος) је насељено место у општини Кожани у периферији Западна Македонија, Грчка. Према попису из 2021. године било је 66 становника.
Према бугарском географу и историчару, Василу Канчову, у Пиргосу је 1900. године живео 77 Грка. Село се раније звало Куле.